# Héctor Martini
Héctor Albino Martini (Buenos Aires, 21 de julio de 1931-Ib., 30 de abril de 2018) fue un oficial argentino que sirvió en la armada de su país entre 1947 y 1989. Se destacó siendo comandante del Grupo Aeronaval Insular y de la Fuerza de Tareas de Búsqueda y Rescate.

## Carrera
Héctor Albino Martini ingresó a la Escuela Naval Militar en 1947, de donde egresó en 1953.
En 1962, resultó elegido copiloto para el primer vuelo argentino al polo sur.
Hacia 1978, se produjo una crisis entre Argentina y Chile por el conflicto del Beagle. La Junta Militar ordenó un despliegue preventivo denominado «Operación Soberanía». En ese momento, Martini fue comandante del Grupo Aéreo Embarcado del portaviones ARA Veinticinco de Mayo.

## Participación en la guerra de Malvinas
En 1982, la dictadura militar ordenó la recuperación de las Malvinas, la cual precipitó la guerra entre la Argentina y el Reino Unido. La guerra de las Malvinas encontró al capitán de navío Martini comandando al Grupo de Tareas Insular (GT 80.1) y a la Fuerza de Tareas de Búsqueda y Rescate (FT 50).
El 2 de mayo de 1982, un submarino británico hundió al crucero ARA General Belgrano. El comandante Martini condujo operaciones de búsqueda y rescate de los 770 sobrevivientes.

## Retiro
En 1989 pasó a retiro voluntario. A continuación fue vocal del Consejo Supremo de las Fuerzas Armadas durante 10 años. También fue presidente del Instituto Aeronaval en dos ocasiones y presidente del Centro Naval entre 1999 y 2001.